# Asahi Shimbun

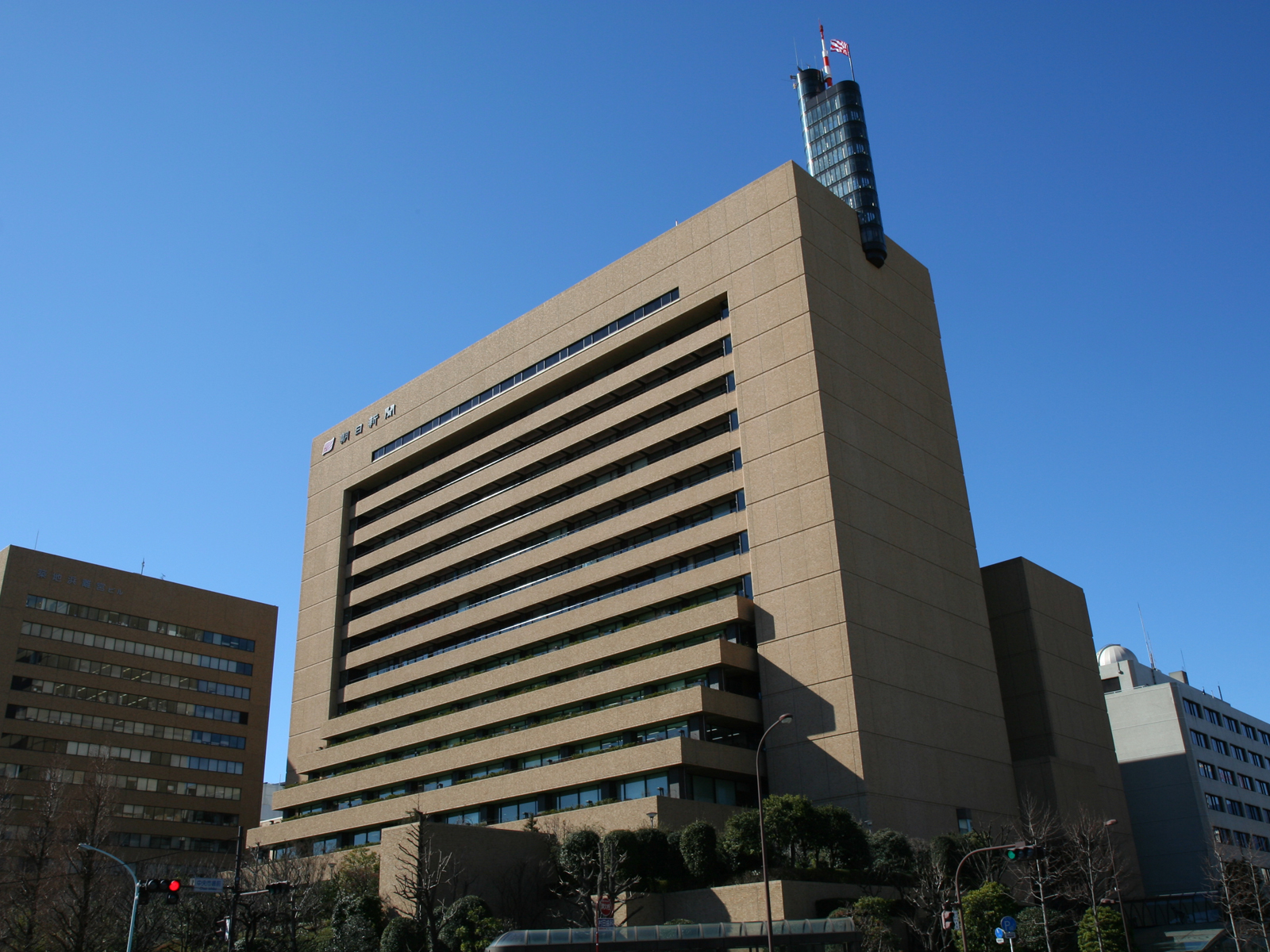
Kontoret i Tokyo

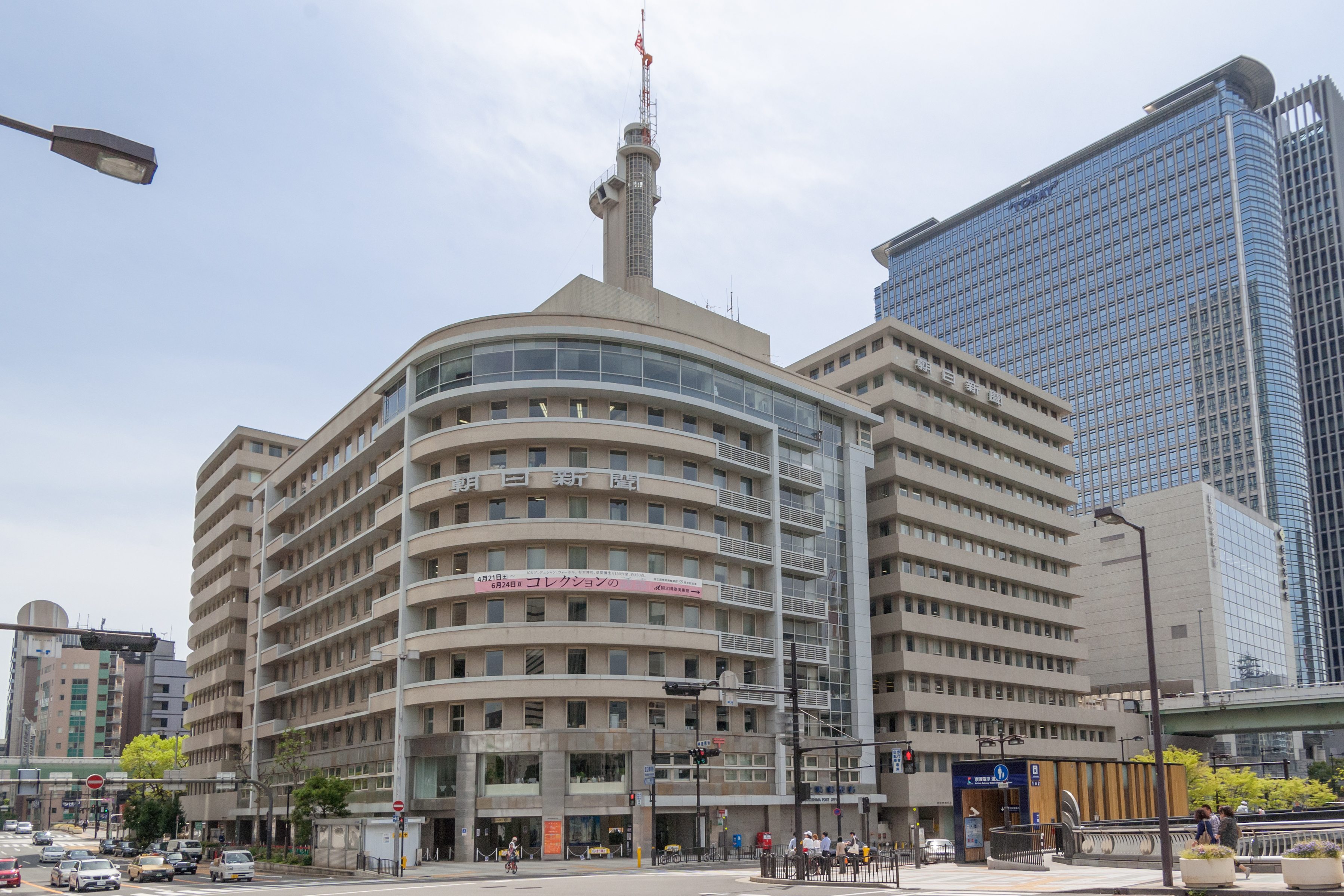
Kontoret i Osaka

Asahi Shimbun (朝日新聞; Asahi Shinbun, ungefär Tidningen Morgonsol) är en av de tre största japanska dagstidningarna. De andra är Yomiuri Shimbun och Mainichi Shimbun. Tidningen har en morgonupplaga på 8,27 miljoner och 3,85 miljoner för sin kvällsupplaga.
Tidningen grundades i Osaka 1879 och spreds till Tokyo 1888